# Diócesis de San Galo
La diócesis de San Galo (en latín: Dioecesis Sancti Galli y en alemán: Bistum St. Gallen) es una circunscripción eclesiástica latina de la Iglesia católica en Suiza, inmediatamente sujeta a la Santa Sede. La diócesis tiene al obispo Markus Büchel como su ordinario desde el 6 de julio de 2006.

## Territorio y organización
La diócesis tiene 2429 km² y extiende su jurisdicción sobre los fieles católicos de rito latino residentes en los cantones de San Galo, Appenzell Rodas Interiores y Appenzell Rodas Exteriores.
La sede de la diócesis se encuentra en la ciudad de San Galo, en donde se halla la Catedral abacial de San Galo.
En 2020 en la diócesis existían 142 parroquias
La diócesis de San Galo disfruta, en virtud del concordato de 1845 entre el cantón de San Galo y la Santa Sede, del privilegio de un procedimiento de elección del obispo acordado entre el cabildo de la catedral y el papa.

## Historia
Hasta principios del siglo XIX los territorios de la diócesis actual formaban parte de la diócesis de Constanza. Sin embargo, con la afirmación del principado abacial de San Galo (1613), los abades de la abadía de San Galo ejercieron allí una jurisdicción efectiva no sólo temporal, sino también eclesiástica; por ejemplo, dada la vastedad de la diócesis de Constanza, eran los abades quienes realizaban las visitas pastorales en los territorios de su competencia, en cumplimiento de las decisiones del Concilio de Trento.
Con la supresión de la diócesis de Constanza, los territorios de la diócesis actual se anexaron a los de la diócesis de Coira (1819). La falta de acuerdo sobre la creación de una abadía territorial determinó a la Santa Sede a erigir la diócesis de San Galo el 2 de julio de 1823 con la bula Ecclesias quae antiquitate del papa Pío VII. La nueva diócesis, que incluía sólo el cantón de San Galo, estaba sin embargo unida aeque principaliter a la de Coira, es decir, sin su propio obispo residencial.
Esta situación no tuvo mucho éxito. A la muerte del obispo Karl Rudolf von Buol-Schauenstein (1833), el Gran Concilio de San Galo declaró unilateralmente el fin de la unión con Coira, decisión que fue reconocida de facto por la Santa Sede en 1836, cuando el papa Gregorio XVI nombró para la diócesis de San Galo un vicario apostólico en la persona de Johann Peter Mirer. La reanudación de las negociaciones entre las autoridades cantonales y la Santa Sede condujo al concordato del 7 de noviembre de 1845, tras el cual el papa Pío IX publicó el Instabilis rerum el 8 de abril de 1847. Con esta bula el pontífice reorganizó la diócesis de San Galo, separada de jure de Coira, y nombró al mismo vicario Johann Peter Mirer como primer obispo.
Los artículos 5-12 del concordato también establecieron las normas que rigen la elección del obispo. De hecho, corresponde al cabildo catedralicio nombrar al nuevo obispo, elegido de una lista de seis nombres. A partir de 1938 esta lista debe ser previamente aprobada por la Santa Sede; además, el papa Juan Pablo II estableció una nueva restricción en 1995, imponiendo al cabildo la obligación de no hacer público el nombre de los recién elegidos, ante la institución canónica de Roma.
En 1866 la diócesis de Coira cedió los cantones de Appenzell Rodas Interiores y Appenzell Rodas Exteriores a la de San Galo. En estos cantones, sin embargo, el obispo de Coira ejercía únicamente las funciones de administrador apostólico.
Desde 1823 se estableció el seminario diocesano, que en 1839 fue trasladado al antiguo monasterio de las monjas benedictinas en Sankt Georgen. En 1857 también se inauguró el seminario menor, que fue cerrado durante el período de la Kulturkampf. En 1932 se celebró el primer sínodo diocesano, convocado y dirigido por el obispo Alois Scheiwiler; quien también fue el único obispo suizo que condenó abiertamente el antisemitismo y la persecución nazi de los judíos.

## Estadísticas
De acuerdo al Anuario Pontificio 2021 la diócesis tenía a fines de 2020 un total de 254 900 fieles bautizados.
| Año                                                                             | Población            | Población | Población      | Sacerdotes | Sacerdotes    | Sacerdotes    | Bautizados por sacerdote | Diáconos permanentes | Religiosos | Religiosos | Parroquias |
| Año                                                                             | Bautizados católicos | Total     | % de católicos | Total      | Clero secular | Clero regular | Bautizados por sacerdote | Diáconos permanentes | Varones    | Mujeres    | Parroquias |
| ------------------------------------------------------------------------------- | -------------------- | --------- | -------------- | ---------- | ------------- | ------------- | ------------------------ | -------------------- | ---------- | ---------- | ---------- |
| 1950                                                                            | 188 553              | 344 340   | 54.8           | 480        | 340           | 140           | 392                      |                      | 200        | 829        | 132        |
| 1970                                                                            | 234 497              | 401 352   | 58.4           | 412        | 261           | 151           | 569                      |                      | 151        | 1130       | 136        |
| 1980                                                                            | 275 800              | 452 000   | 61.0           | 294        | 240           | 54            | 938                      |                      | 54         | 750        | 141        |
| 1990                                                                            | 280 111              | 475 500   | 58.9           | 334        | 194           | 140           | 838                      | 1                    | 160        | 695        | 144        |
| 2000                                                                            | 269 359              | 451 363   | 59.7           | 194        | 154           | 40            | 1388                     | 13                   | 52         | 115        | 142        |
| 2002                                                                            | 275 315              | 463 223   | 59.4           | 257        | 138           | 119           | 1071                     | 19                   | 174        | 409        | 142        |
| 2004                                                                            | 265 467              | 518 950   | 51.2           | 232        | 127           | 105           | 1144                     | 16                   | 148        | 575        | 142        |
| 2010                                                                            | 261 400              | 533 000   | 49.0           | 212        | 113           | 99            | 1233                     | 24                   | 128        | 404        | 142        |
| 2014                                                                            | 262 129              | 593 514   | 44.2           | 169        | 87            | 82            | 1551                     | 32                   | 103        | 359        | 142        |
| 2017                                                                            | 261 690              | 650 134   | 40.3           | 171        | 101           | 70            | 1530                     | 37                   | 73         | 208        | 142        |
| 2020                                                                            | 254 900              | 603 982   | 42.2           | 154        | 84            | 70            | 1655                     | 33                   | 73         | 157        | 142        |
| Fuente: Catholic-Hierarchy, que a su vez toma los datos del Anuario Pontificio. |                      |           |                |            |               |               |                          |                      |            |            |            |

## Episcopologio
- Sede unida aeque principaliter con la diócesis de Coira (1823-1847)

- Johann Peter Mirer † (20 de abril de 1847-30 de agosto de 1862 falleció)
- Karl Johann Greith † (16 de marzo de 1863-17 de mayo de 1882 falleció)
- Augustin Egger † (3 de julio de 1882-12 de marzo de 1906 falleció)
- Ferdinand Rüegg † (16 de mayo de 1906-14 de octubre de 1913 falleció)
- Robert Bürkler † (16 de diciembre de 1913-28 de mayo de 1930 falleció)
- Alois Scheiwiler † (28 de agosto de 1930-20 de julio de 1938 falleció)
- Joseph Meile † (26 de septiembre de 1938-6 de enero de 1957 falleció)
- Joseph Hasler † (18 de abril de 1957-24 de marzo de 1976 retirado)
- Otmar Mäder † (25 de marzo de 1976-24 de septiembre de 1994 retirado)
- Ivo Fürer † (30 de marzo de 1995-16 de octubre de 2005 retirado)
- Markus Büchel, desde el 6 de julio de 2006